# Vanuatu na Letnich Igrzyskach Paraolimpijskich 2008
Vanuatu na Letnich Igrzyskach Paraolimpijskich 2008 w Pekinie reprezentował jeden sztangista, który nie zdobył medalu. Był to drugi występ reprezentacji Vanuatu na igrzyskach paraolimpijskich (po starcie w roku 2000).

## Wyniki

### Podnoszenie ciężarów
| Zawodnik | Kategoria | Wynik   | Pozycja | Źródło |
| -------- | --------- | ------- | ------- | ------ |
| Tom Tete | –60 kg    | 80,0 kg | 13      | [ 2 ]  |